# Syngman Rhee
Syngman Rhee, (hanja:李承晩, hangul 이승만, født 26. marts 1875 i Hwanghae-provinsen, død 19. juli 1965 i Honolulu, Hawaii, USA). Syngman Rhee var Sydkoreas første præsident og leder af landet under Koreakrigen.
Syngman Rhee stammede fra en gammel aristokratisk familie og kom tidligt med i kampen mod de japanske magthavere. Han blev arresteret i 1897 under en demonstration og blev først løsladt i 1904. Han rejste da til USA og fik der en Ph.d. fra Princeton University. Han blev i denne periode mere vestligt orienteret og gik bl.a. over til at skrive sit navn med familienavnet sidst, som det gøres i vesten.
I 1910 vendte han tilbage til Korea, som samme år blev formelt annekteret af Japan. Hans politiske aktiviteter vakte de japanske magthaveres mishag, og allerede i 1912 rejste han til Kina. I 1919 blev han præsident for eksilregeringen der, men afsattes efter seks år, angiveligt på grund af misbrug af stillingen.
Efter at Korea var blevet befriet i 1945, returnerede han til Seoul, eftersom han havde gode kontakter med De Allierede. Han blev valgt som Sydkoreas første præsident 10. maj 1948 og beklædte denne stilling under Koreakrigen. Den 3. maj 1960 måtte han træde tilbage og forlade landet efter store folkelige demonstrationer og protester mod ham efter et tvivlsomt valg. Han døde fem år senere i eksil på Hawaii.